# Vrigny (Marne)
Vrigny ist eine französische Gemeinde mit 240 Einwohnern (Stand: 1. Januar 2022) im Département Marne in der Region Grand Est (vor 2016 Champagne-Ardenne). Sie gehört zum Arrondissement Reims und zum Kanton Fismes-Montagne de Reims.

## Geographie
Vrigny liegt etwa zehn Kilometer westsüdwestlich von Reims.
Nachbargemeinden von Vrigny sind Gueux im Norden, Thillois im Nordosten, Ormes im Osten, Coulommes-la-Montagne im Süden sowie Méry-Prémecy im Westen und Südwesten.

## Bevölkerungsentwicklung
| Jahr                       | 1962 | 1968 | 1975 | 1982 | 1990 | 1999 | 2006 | 2018 |
| Einwohner                  | 187  | 167  | 350  | 196  | 201  | 210  | 216  | 237  |
| Quellen: Cassini und INSEE |      |      |      |      |      |      |      |      |

## Sehenswürdigkeiten

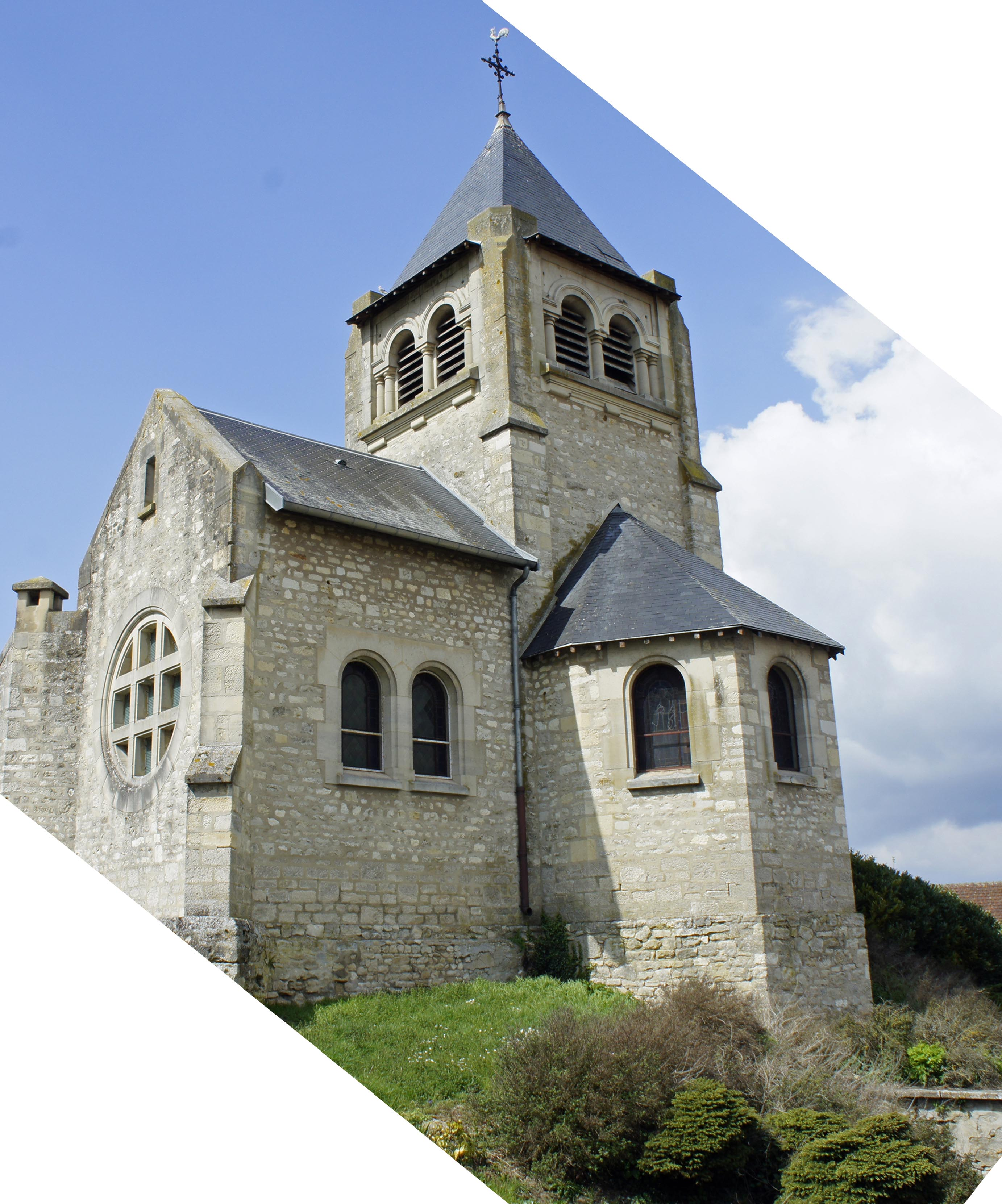
Kirche Saint-Vincent

- Kirche Saint-Vincent